# 港城西站
港城西站（日语：／ Pōtotaun-nishi eki */?）是位於大阪府大阪市住之江區，由大阪市高速電氣軌道（大阪地下鐵）所經營的鐵路車站。本站是屬於自動導引中運量大眾運輸系統（新電車）的南港港城線的沿線車站，車站編號為P12。

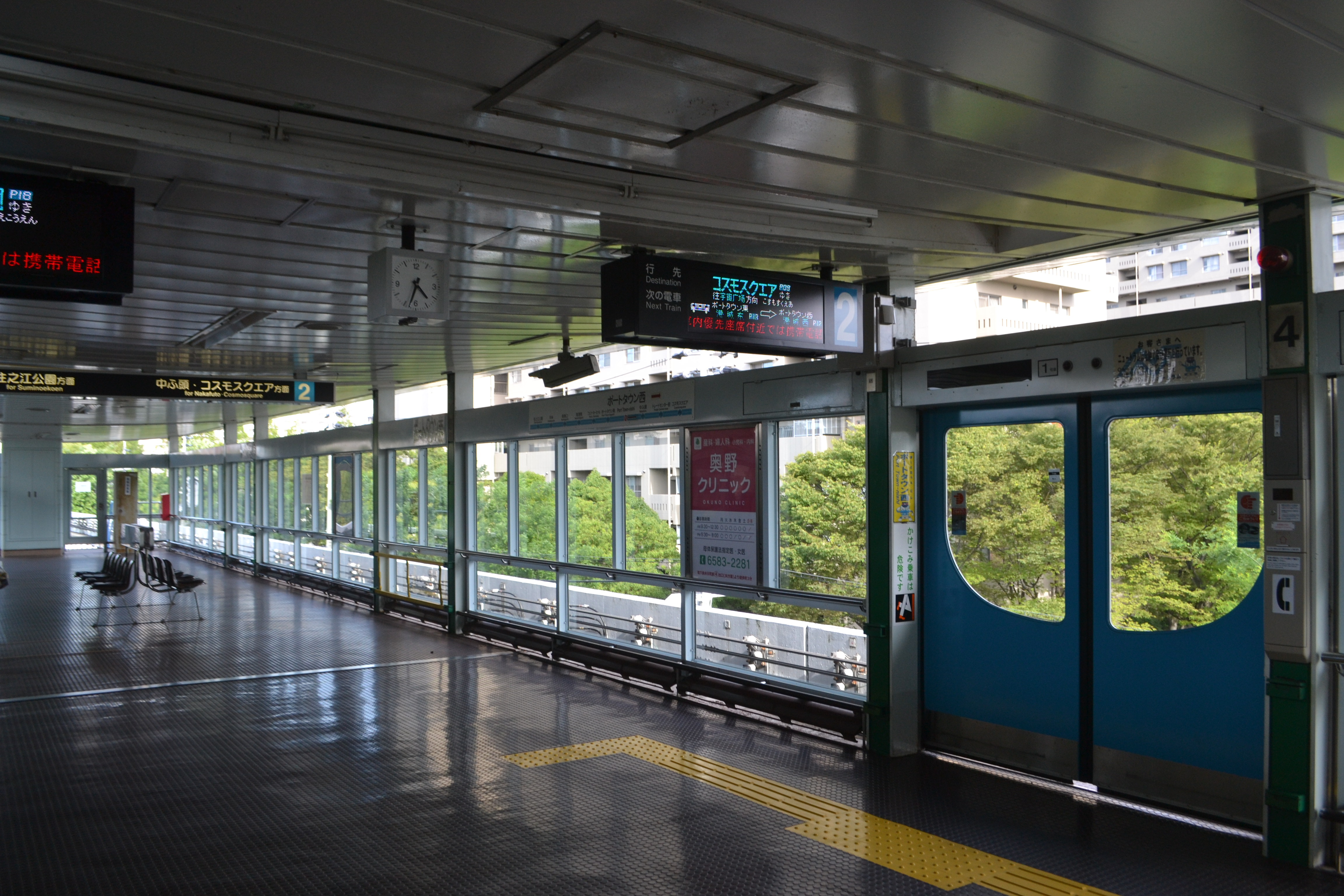
月台(2013年7月)

## 車站構造
本站採高架設計。中央走道與剪票口位於一樓，月台則位於二樓。

### 月台配置
| 月台 | 路線       | 目的地               |
| ---- | ---------- | -------------------- |
| 1    | 南港港城線 | 住之江公園方向       |
| 2    | 南港港城線 | 中埠頭、宇宙廣場方向 |

## 利用狀況
2018年11月13日1日上下車人次為8,556人（上車人次：4,293人，下車人次：4,263人）。
| 年度   | 調查日   | 上車人次 | 下車人次 | 上下車人次 |
| ------ | -------- | -------- | -------- | ---------- |
| 1990年 | 11月06日 | 4,879    | 4,778    | 9,657      |
| 1995年 | 2月15日  | 4,201    | 4,002    | 8,203      |
| 1998年 | 11月10日 | 5,102    | 4,511    | 9,613      |
| 2007年 | 11月13日 | 5,156    | 4,997    | 10,153     |
| 2008年 | 11月11日 | 4,949    | 4,885    | 9,834      |
| 2009年 | 11月10日 | 4,799    | 4,732    | 9,531      |
| 2010年 | 11月09日 | 4,716    | 4,718    | 9,434      |
| 2011年 | 11月08日 | 4,612    | 4,516    | 9,128      |
| 2012年 | 11月13日 | 4,515    | 4,459    | 8,974      |
| 2013年 | 11月19日 | 4,432    | 4,375    | 8,807      |
| 2014年 | 11月11日 | 4,464    | 4,413    | 8,877      |
| 2015年 | 11月17日 | 4,558    | 4,495    | 9,053      |
| 2016年 | 11月08日 | 4,394    | 4,366    | 8,760      |
| 2017年 | 11月14日 | 4,260    | 4,208    | 8,468      |
| 2018年 | 11月13日 | 4,293    | 4,263    | 8,556      |

## 历史
- 1981年（昭和56年）3月16日：本站在南港港城線住之江公園～中埠頭間路段通車的同時啟用。
- 2018年（平成30年）4月1日：大阪市交通局民營化，成立非上市公司大阪市高速電氣軌道經營原交通局所擁有的各路線，本站也隨之成為該公司旗下的車站。

## 相鄰車站
大阪市高速電氣軌道（大阪地下鐵）
 南港港城線（新電車）
中埠頭（P11）－港城西（P12）－港城東（P13）

## 外部連結
- 車站Guide：港城西 - Osaka Metro

34°37′51″N 135°25′22″E / 34.63083°N 135.42278°E